# .sc
.sc is het achtervoegsel van domeinen van websites uit de Seychellen.
De extensie werd wel gebruikt voor websites uit Schotland (SCotland).